# Hoàng tử Bạch Mã

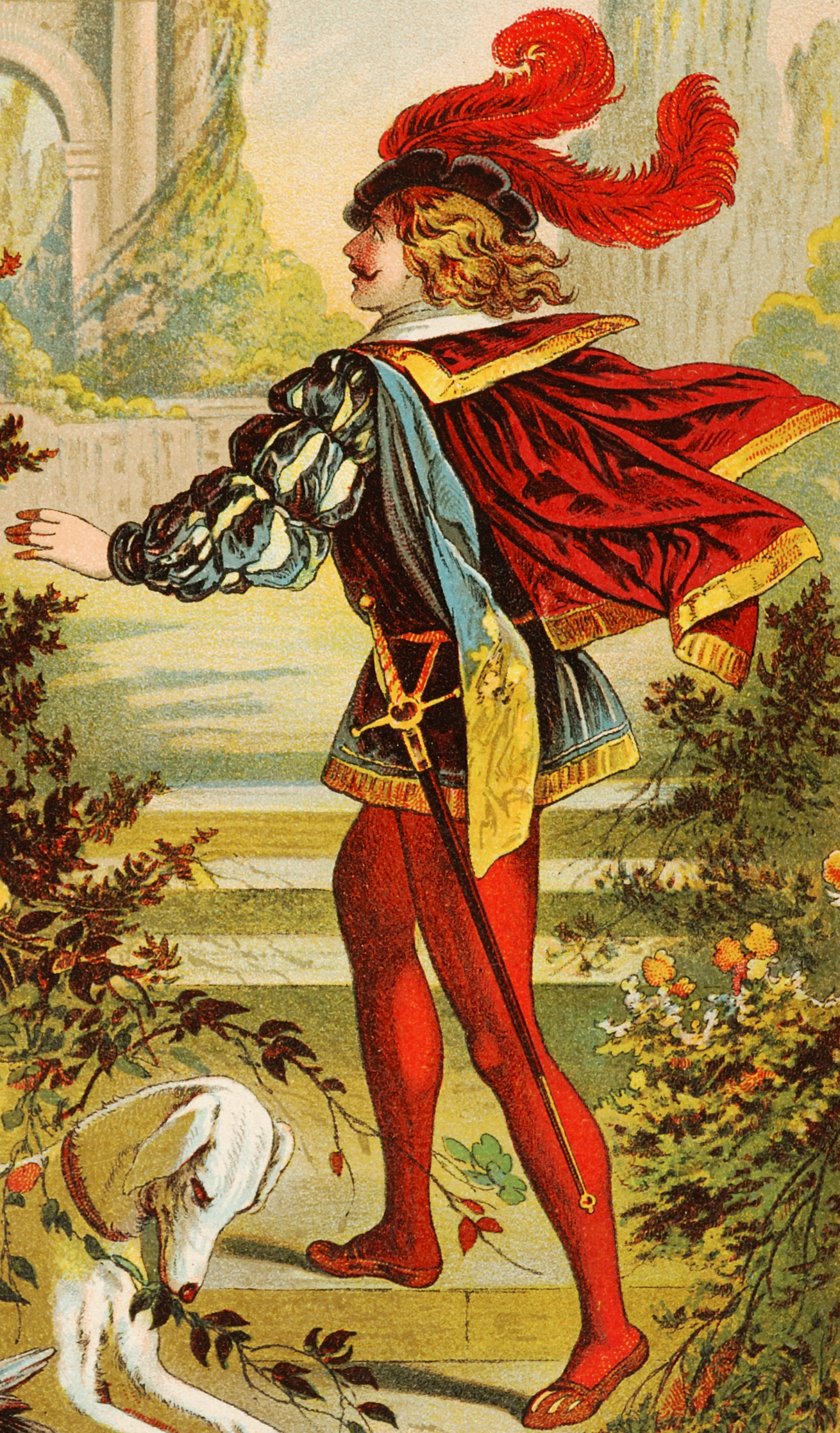
Prince Charming of Sleeping Beauty, a print drawing from the late-19th-century book Mein erstes Märchenbuch, published in Stuttgart, Germany

Hoàng tử Bạch Mã (tiếng Anh: Prince Charming) là một nhân vật cổ tích, người sẽ đến giải cứu cho một thiếu nữ gặp nạn và buộc phải dấn thân vào một hành trình tìm kiếm để giải thoát nàng khỏi một lời nguyền độc ác. Sự phân loại này phù hợp với đa số các anh hùng trong nhiều truyện cổ tích dân gian truyền thống, bao gồm Bạch Tuyết, Công chúa ngủ trong rừng và Lọ Lem, thậm chí cả khi trong các câu chuyện nguyên thủy, họ được đặt tên khác, hoặc không hề có tên.
Thường anh tuấn và lãng mạn, những nhân vật này về cơ bản có thể hoán đổi lẫn nhau, để sánh vai với nữ anh hùng; trong nhiều dị bản khác nhau, họ có thể được xem như một phép ẩn dụ cho phần thưởng mà nữ anh hùng giành được nhờ những quyết định mà nàng đưa ra. Sự xuất chúng của kiểu nhân vật này khiến chàng trở thành một mục tiêu rõ ràng cho nhiều người theo chủ nghĩa xét lại truyện cổ tích. "Hoàng Tử Bạch Mã" đồng thời cũng được dùng như một thuật ngữ để chỉ người đàn ông lý tưởng nhiều người mơ có được để làm chồng tương lai.